# Servus
Servus je neformalni usmeni i pismeni pozdrav pri susretanju i na rastanku, koji koristi jedan dio govornika hrvatskog jezika, prvenstveno iz kajkavskog govornog područja, uključujući Zagreb. 
Tradicionalan je prijateljski pozdrav u velikim dijelovima srednje Europe. 

## Rasprostranjenost
Koristi se u južnoj Njemačkoj (Saarland, Rheinland-Pfalz, Baden-Württemberg, Bavarska, u Austriji (također "servas") u Sloveniji, Hrvatskoj ("bok" ili "serbus"), Mađarskoj ("szervusz"/"szervusztok", "szia"/"sziasztok"), Slovačkoj, Sjeverozapadnoj Rumunjskoj i Transilvaniji ("servus"), i Poljskoj ("serwus").
Riječ dolazi iz latinskog servus (lat. "rob" ili "sluga") i znači, u kratkom obliku "ja sam tvoj sluga", ili "stojim ti na usluzi". 
Servus može koristiti za pozdravljanje, ili za oproštaj.
Servus je posebno koristi među prijateljima i poznanicima.
U mnogim područjima južne Njemačke i Austrije kao i u Alpama servus se vrlo često rabi.

## Vanjske povezice
- Riječi pjesme Serbus Zagreb  Arhivirana inačica izvorne stranice od 15. srpnja 2009. (Wayback Machine)